# Roman Surzhenko
 (octobre 2018).
Roman Surzhenko, né le 6 octobre 1972 à Taganrog en Russie, est un dessinateur de bande dessinée russe.

## Biographie
Diplômé de l'Université de Taganrog, Roman Surzhenko travaille comme illustrateur pour différents éditeurs russes (Joy, Rosman, Phoenix & The Kid) avant de se tourner vers la bande dessinée. En 2010, repéré par les Humanoïdes Associés, il signe les dernières planches de La Meute de l'enfer, une série écrite par Philippe Thirault. Il travaille ensuite avec Novy sur Les Carnets secrets du Vatican aux éditions Soleil.
Il travaille enfin avec les éditions Le Lombard, après avoir été sélectionné par la famille Rosinski[source insuffisante] pour dessiner les opus liés à la série Thorgal. Il apprend le français à cette occasion[source insuffisante]. Il dessine Louve, sur des scénarios de Yann, deuxième série dérivée des Mondes de Thorgal. Toujours pour cette même collection, avec le même scénariste, il publie, en 2013, le premier épisode de La Jeunesse de Thorgal. Il exécute ses dessins depuis sa ville natale où il réside et les transmet par Internet au scénariste[source insuffisante]. En 2015, après le départ du dessinateur Giulio De Vita, il prend la suite sur la série Kriss de Valnor avec les scénaristes Xavier Dorison et Mathieu Mariolle et devient pour un moment le seul dessinateur des séries Les Mondes de Thorgal, avant d'être remplacé sur cette dernière série par Fred Vignaux.

## Œuvres
- La Meute de l'enfer, éditions Les Humanoïdes associés :

1. La Tanière du mal, scénario de Philippe Thirault, dessins avec Draven Kovacevic, couleurs de Claudia Checcaglini, couverture de Christian Højgaard, mai 2010 (ISBN 978-2-7316-2268-3)

- Metal, éditions Les Humanoïdes associés :

1. Dyboria, scénario de Jerrold E. Brawn et de Paul Alexander, couleurs de Digikore Studios, janvier 2011,  (ISBN 978-2-7316-2319-2)

- Carnets secrets du Vatican, éditions Soleil Productions, collection Secrets du Vatican :

1. Le Bâton de Moïse (2/2), scénario de Novy, couleurs de Digikore Studios, mai 2011 (ISBN 978-2-302-01606-4)

- Les Mondes de Thorgal - Aux origines des mondes, hors-série, éditions Le Lombard, propos de Yann, Yves Sente, Roman Surzhenko, Giulio De Vita et de Grzegorz Rosiński recueillis par Patrick Gaumer, novembre 2012  (ISBN 978-2-8036-3193-3)
- Les Mondes de Thorgal - Louve, éditions Le Lombard, scénario de Yann, couvertures de Grzegorz Rosiński :

1. Raïssa, novembre 2011  (ISBN 978-2-8036-2863-6)
2. La Main coupée du dieu Tyr, novembre 2012  (ISBN 978-2-8036-3103-2)
3. Le Royaume du chaos, avril 2013  (ISBN 978-2-8036-3196-4)
4. Crow, avril 2014  (ISBN 978-2-8036-3418-7)
5. Skald, janvier 2015  (ISBN 978-2-8036-3540-5)
6. La Reine des Alfes noirs, septembre 2016  (ISBN 978-2803637010)
7. Nidhogg, avril 2017  (ISBN 978-2803671052)

- Les Mondes de Thorgal - La Jeunesse, éditions Le Lombard, scénario de Yann, couvertures de Grzegorz Rosiński :

1. Les Trois Sœurs Minkelsönn, février 2013  (ISBN 978-2-8036-3130-8)
2. L'Œil d'Odin, février 2014  (ISBN 978-2-8036-3206-0)
3. Runa, avril 2015  (ISBN 978-2-8036-3542-9)
4. Berserkers, avril 2016  (ISBN 978-2-8036-3678-5)
5. Slive, octobre 2017  (ISBN 978-2-8036-7176-2)
6. Le Drakkar des glaces, avril 2018  (ISBN 978-2-8036-7246-2)
7. La Dent bleue, avril 2019  (ISBN 978-2-8036-7288-2)
8. Les Deux Bâtards, mars 2020  (ISBN 978-2-8036-7464-0)
9. Les Larmes de Hel, avril 2021  (ISBN 978-2-8036-7797-9)
10. Sydönia, juin 2022  (ISBN 978-2-8082-0482-8)
11. Grym, juin 2023 (ISBN 978-2-8082-1083-6)

- Les Mondes de Thorgal - Kriss de Valnor, éditions Le Lombard, scénario de Xavier Dorison et de Mathieu Mariolle :

1. L'Île des enfants perdus, novembre 2015 (ISBN 978-2803635474)

- Thorgal Saga 3 Shaigan, éditions Le Lombard, scénario de Yann ,août 2024

- La Jeunesse de Durango

1. T01 "Le premier homme que tu tueras", scénario de Yves Swolfs, couleurs de Jackie De Gennaro, septembre 2022, éditions Soleil
2. T02 "De feu et de sang", scénario de Yves Swolfs, couleurs de Jackie De Gennaro,octobre 2023, éditions Soleil
3. T03 "Captain Owens", scénario de Yves Swolfs, couleurs de Jackie De Gennaro,mai 2024, éditions Soleil

- Ray Ringo, éditions Le Lombard, scénario de Éric Corbeyran

1. La Porte du Diable, le 6 juin 2025  (ISBN 978-2-8082-1603-6)